# Turan (Region)

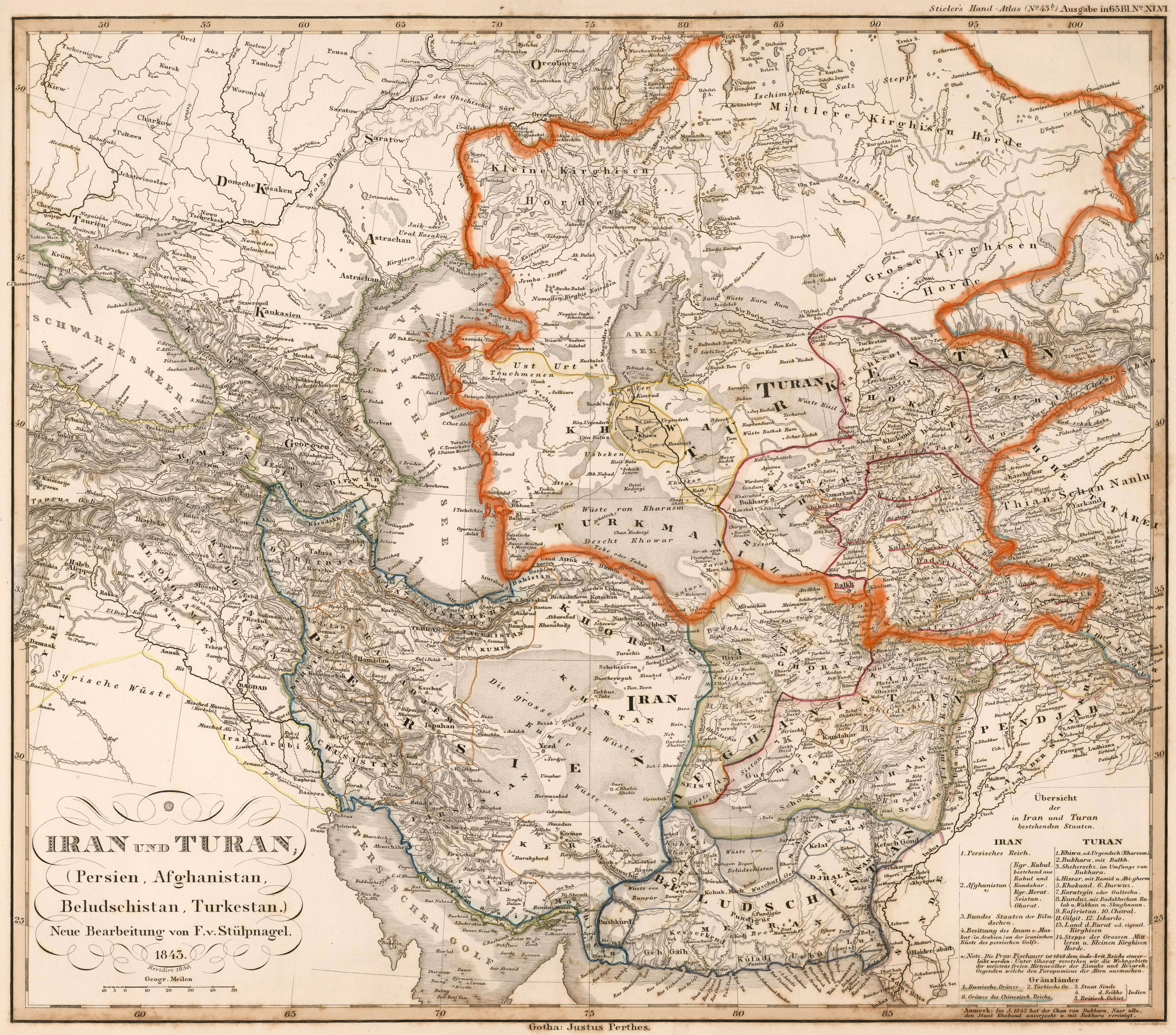
Iran und Turan in ihrer ungefähren Ausdehnung (Karte aus dem Jahr 1843)

Turan (persisch توران, DMG Tūrān) bezeichnet in der iranischen Mythologie ein zentralasiatisches Gebiet nordöstlich von Ērān (Iran, was hier im Sinne von Siedlungs- und Herrschaftsgebiets des alten Persiens zu verstehen ist). Die Bezeichnung wurde in der Spätantike im Rahmen der Herrschaftsideologie des Sassanidenreichs benutzt. 
Der Begriff Turan, der wörtlich „[Land des] Tūr“ (Sohn des sechsten mythischen Urkönigs Fereydūn) bedeutet, steht u. a. im Schāhnāme für das Land der Nicht-Iraner (Aniran) jenseits des Oxus (Amudarja). 
Turan bezeichnete zudem in islamischer Zeit eine Region in Belutschistan.

## Turan als Gegner der Perser in historischer Zeit und als politisch-ideologischer Begriff
In der altpersischen Vorstellung existierte neben Ērān auch Anērān, das Land der Nicht-Iraner. Als Airya und Anairya tauchen beide Begriffe im Avesta auf, die Bezeichnung Ērān ud Anērān (Iran und Nicht-Iran) wurde in der Spätantike von den Königen des Sassanidenreichs geprägt. Sie nahmen für sich in Anspruch, die gesamte zivilisierte Welt unter ihrer Herrschaft in ihrem Reich Ērānšāhr vereinigt zu haben. Das bedeutete nicht, dass Anērān unterworfen werden musste, aber es sollte die Oberhoheit von  Ērān anerkennen. Diese politische Ideologie diente nicht zuletzt der Unterfütterung des Herrschaftsanspruches der Sassanidenkönige.
Die in sassanidischer Zeit aufkommende Bezeichnung Tūrān bezeichnete für die späteren Perser eine barbarische Region, in der die traditionellen Feinde von Ērān lebten. Im Rahmen der sassanidischen Herrschaftsvorstellung war die Welt dreigeteilt: Neben Ērān existierte im Westen Hrōm/Rūm („Rom“: Römisches Reich) und im Nordosten in Transoxanien Tūrān, das Land wilder Nomaden, die die Perserkönige bekämpfen mussten (siehe Zentralasien in der Spätantike). Tatsächlich waren die Sassanidenkönige oft mit Kämpfen an der Nordostgrenze gebunden, zuerst gegen die Kuschana, dann gegen nomadische Invasoren. In der Forschung werden die neuen ab Mitte des 4. Jahrhunderts auftauchenden Gegner als Iranische Hunnen bezeichnet, die aber in keiner direkten Verbindung mit den Hunnen im Westen stehen. Diese neuen Gegner begnügten sich nicht mit Plünderungszügen, sondern etablierten mehr oder weniger gefestigte Herrschaftsräume. Sie erwiesen sich als hartnäckige Gegner der Perserkönige, wobei sie zur Absicherung ihrer Herrschaft auf iranische Institutionen zurückgriffen.
Die Sassaniden mussten nicht nur Gebietsverluste hinnehmen; speziell die Hephthaliten mischten sich sogar in interne Machtkämpfe in Persien ein, König Peroz I. fiel 484 im Kampf gegen sie. Die Sassaniden waren in diesem Kontext mit einem strategischen Dilemma konfrontiert, da sie einerseits die Nordostgrenze sichern mussten, andererseits im Westen mit dem Römischen Reich mit einem noch ernsteren Gegner konfrontiert waren. Selbst nach dem Untergang des Hephthalitenreichs um 560 mussten die Sassaniden auf den Schutz der Nordostgrenze bedacht sein, da nun das sehr viel größere Reich der Göktürken an Persien grenzte.
Die Bezeichnung Tūrān ist wohl im Rückgriff auf ältere Überlieferungen entstanden. Im Avesta, der heiligen Schrift der Zoroastrier, tauchen die Bezeichnungen Tur bzw.  Tuirya auf; es handelt sich um die Turanier, die nomadischen Erzfeinde der zoroastrischen Arya. In der späteren persischen Überlieferung scheint der vermutlich davon abgeleitete Terminus Tūrān auf andere wechselnde Gegner Irans übertragen worden zu sein, speziell auf die verschiedenen nomadischen Gegner jenseits des Flusses Oxus. Für die spätantiken Perser mit ihrer entwickelten sesshaften Zivilisation wurde Tūrān mit seinen feindlich gesinnten nomadischen Stämmen zum Gegenpol. Am Sassanidenhof scheinen mytho-historiographische Texte entstanden zu sein, in denen die Unterlegenheit dieser feindlichen Welt betont wurde.
Für die spätantiken Perserkönige war eine zentrale Aufgabe, ihr Reich (verstanden als die zivilisierte Welt) Ērānšāhr gegen die äußere Welt zu verteidigen. In diesem Zusammenhang spielte die sassanidische Herrschaftsideologie eine beachtliche Rolle. Aus achämenidischer Zeit ist der ummauerte Garten ein bekanntes Symbol (altpersisch paridaida, verstanden im Sinne eines irdischen Paradieses), das verbunden war mit einer gewissen sakralen Komponente. Touraj Daryaee hat diesbezüglich die These aufgestellt, dass das Motiv eines geschützten Gartens für die Sassaniden als ein Symbol der Absicherung des Reiches nach außen diente, wobei die Sassaniden auch real eine aktive Grenzsicherung betrieben.

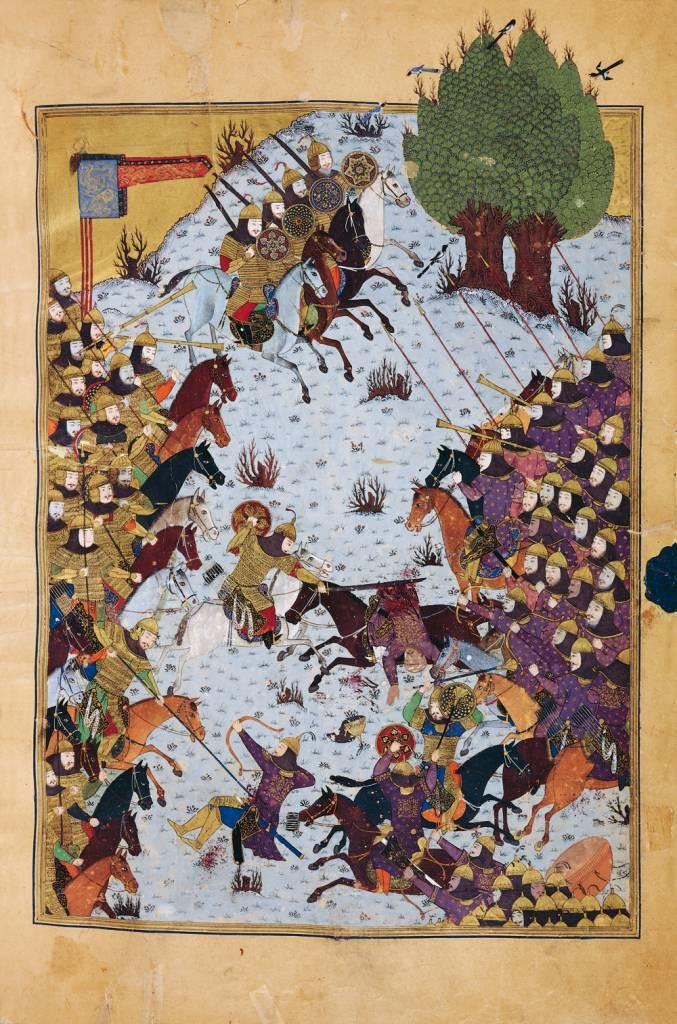
Kampfszene zwischen den Truppen Irans und Turans unter Kai-Chosrau und Afrasiyab (timuridische Schahnama-Illustration von 1430)

In islamischer Zeit benutzte der Perser Firdausi den Begriff Tūrān in seinem monumentalen Epos Schāhnāme, wobei er sich teils auf Quellen aus sassanidischer Zeit stützte, wie Übersetzungen des sassanidischen Herrenbuchs (Xwaday-namag). In diesem Kontext scheinen ältere sassanidische Vorstellungen in sein Werk eingeflossen zu sein. Für ihn ist Tūrān die Antithese zu Ērān, die Turanier seien die Erbfeinde der Perser und Feinde des Friedens. In der Forschung ist jedoch umstritten, ob Firdausi die Bezeichnung „Land der Türken“ für Tūrān hier aus einer älteren Quelle übernahm, oder ob eigene Lebenserfahrungen hinsichtlich der Präsenz der Türken im angrenzenden zentralasiatischen Raum eingeflossen waren.

Firdausi verarbeitete in seinem Epos viele ältere, legendenhaft ausgeschmückte Erzählungen, die vom Kampf Erans mit Turans berichteten. Nach der Sage teilte Schah Fereydun die Welt unter seine drei Söhne Iradsch, Salm und Tur auf: Iradsch erhielt mit Iran das Herzstück des Reiches und Salm den Westen mit Kleinasien. Tur bekam alles Land jenseits des Oxus (heute Amudarja), das fortan Turan hieß: 

„Dann gab an Tur er Turan hin,

Und macht’ ihn zum Herrn von Turk und Tschin.“

Die avestische Figur „Afrāsiyāb“ (persisch افراسياب; avestisch Fraŋrasyan; mittelpersisch Frāsiyāv), Sohn von Pescheng, gilt als die bekannteste unter den Königen von Tūrān. Der Kampf zwischen Iran als Land der Edlen und Turan als Land der Mächtigen ist ein bedeutender Teil der iranischen Mythologie.

## Turan als Urheimat der Turkvölker
Turan bezeichnet heute das ursprüngliche Siedlungsgebiet der Turkvölker in Mittelasien. Das Wort hat eine pantur(k)anistische ideologische Nebenbedeutung (Konnotation): Es bezeichnet einen – durch den Kızıl Elma („Roter Apfel“ oder im Deutschen auch „Goldener Apfel“) symbolisierten – Staat, in dem alle Türken der Welt angeblich vereint sein sollen (türkisch-nationaler Abstammungsmythos). Eine weitere Bezeichnung für Siedlungsgebiete der Turkvölker ist Turkestan.

## Landschaftsbezeichnung
Unter dem Namen Ṭūrān ist des Weiteren den islamischen Geographen und Historikern vor allem bis zum 10. Jahrhundert eine unzugängliche Gebirgsregion im östlich-zentralen Belutschistan bekannt, die im Süden an Makran und im Osten an Sindh grenzte. Die Hauptstadt war Qusdar (Quṣdār, das heutige Chuzdar). Möglicherweise leitet sich die Bezeichnung vom persischen Terminus für „feindliches, nicht-iranisches Territorium“ ab (siehe oben Turan als Gegner der Perser in historischer Zeit und als politischer-ideologischer Begriff).
Dem perso-arabischen Geschichtsschreiber Tabari zufolge sind Makran und Turan vom ersten Sassanidenkönig Ardaschir I. unterworfen worden. Als Teil des Kalifenreiches gehörte das politisch fragmentierte Turan, dessen Einwohner erst spät islamisiert wurden, unter anderem zum Reich der Saffariden, bevor es an die Ghaznaviden fiel.